# Ud med Toget og saa til Fods i Nordsjælland
|  | Denne artikel er oprettet af botten Steenthbot ud fra en ekstern database. Den kan derfor have sproglige fejl eller mangler. Denne skabelon kan fjernes efter kontrol af indholdet. |

Ud med Toget og saa til Fods i Nordsjælland er en dansk dokumentarfilm fra 1940.

## Handling
Den nordsjællandske idyl portrætteres i levende billeder og krydres med musik og citater fra Jeppe Aakjærs sange 'Se dig ud en sommerdag' og 'Høst' samt Johannes Ewalds digt 'Rungsteds Lyksaligheder.' Vi kommer forbi Rungsted Kyst, torvet i Hørsholm, Hørsholm Slot og slotspark, Hørsholm Mølle, Folehaven, Høsterkøb Kirke og Birkerød Kirke. Indimellem optagelser af gårde, marker, enge og skove. Årstal anslået.